# Edward Gleichen
Lord Albert Edward Wilfred Gleichen (Londra, 15 gennaio 1863 – Londra, 14 dicembre 1937) è stato un generale inglese.

## Biografia
Era l'unico figlio di Vittorio di Hohenlohe-Langenburg, parente della regina Vittoria, e di sua moglie, Laura Williamina, sorella di Francis Seymour-Conway, V marchese di Hertford. 
Ricevette il titolo di Conte Gleichen, condiviso con le sorelle, creato per la madre da Ernesto II, duca di Sassonia-Coburgo-Gotha, poco prima del suo matrimonio morganatico con suo padre. Ma Edward era escluso dalla successione.
Il 15 dicembre 1885, una circolare della corte annunciò l'autorizzazione della regina Vittoria per la madre di Edward a condividere il rango del padre alla Corte di St James, ma ciò non si estendeva ai loro figli. Nel 1913, a Edward è stato concesso la precedenza sui marchesi nel Pari d'Inghilterra (mentre le sue sorelle avevano la precedenza davanti alle figlie di duchi della nobiltà inglese).

## Carriera
Si è unito ai Grenadier Guards nel 1881 fino a diventare un generale maggiore. Ha servito nella campagna di Sudan (1884-1885) e con l'esercito egiziano nella campagna Dongala nel 1896. Prestò servizio nella seconda guerra boera in Sudafrica (1899-1900), ed è stato menzionato nei dispacci per le sue azioni durante la battaglia sul fiume Modder (28 novembre 1899).
Nel gennaio 1900 è stato nominato vice-aiutante generale delle forze in Sudafrica. Era di stanza a Il Cairo (1901-1903) con il grado di tenente colonnello,, addetto militare s Berlino (1903-1906), a Washington (1906-1907). Incontrò i fratelli Wright, ma non riuscì a formare un rapporto con il presidente degli Stati Uniti Teddy Roosevelt.
Servì nella prima guerra mondiale, al comando della 15ª Brigata (1911-1915), e poi la 37ª Divisione (1915-1916). Fu direttore della Intelligence Bureau presso il Dipartimento di Informazione (1917-1918). 
A corte venne nominato scudiero di Edoardo VII nel 1901.

## Matrimonio
Sposò, il 2 luglio 1910 a Londra, Sylvia Edwardes (16 febbraio 1880-27 ottobre 1942), figlia di Henry Edwardes, IV barone Kensington. Non ebbero figli. 
Quando re Giorgio V ordinò ai suoi parenti tedeschi domiciliati in Gran Bretagna di anglicizzare i loro nomi e titoli nel 1917, i conti Gleichen acquisirono il prefisso di Lord e Lady.

## Ascendenza
|                                   |              |                                                | Genitori                                                   |  |  | Nonni |  |  | Bisnonni                                 |  |  | Trisnonni                                 |  |
|                                   |              |                                                |                                                            |  |  |       |  |  | Carlo Ludovico I di Hohenlohe-Langenburg |  |  | Cristiano Alberto di Hohenlohe-Langenburg |  |
|                                   |              |                                                |                                                            |  |  |       |  |  | Carlo Ludovico I di Hohenlohe-Langenburg |  |  | Cristiano Alberto di Hohenlohe-Langenburg |  |
|                                   |              | Carolina di Stolberg-Gedern                    |                                                            |  |  |       |  |  | Carlo Ludovico I di Hohenlohe-Langenburg |  |  |                                           |  |
| Ernesto I di Hohenlohe-Langenburg |              |                                                |                                                            |  |  |       |  |  | Carlo Ludovico I di Hohenlohe-Langenburg |  |  |                                           |  |
|                                   |              | Amalia Enrichetta di Solms-Baruth              | Giovanni Cristiano II di Solms-Baruth                      |  |  |       |  |  |                                          |  |  |                                           |  |
|                                   |              | Amalia Enrichetta di Solms-Baruth              | Giovanni Cristiano II di Solms-Baruth                      |  |  |       |  |  |                                          |  |  |                                           |  |
|                                   |              | Amalia Enrichetta di Solms-Baruth              | Federica Luisa di Reuss-Köstritz                           |  |  |       |  |  |                                          |  |  |                                           |  |
| Vittorio di Hohenlohe-Langenburg  |              | Amalia Enrichetta di Solms-Baruth              |                                                            |  |  |       |  |  |                                          |  |  |                                           |  |
|                                   |              | Emilio Carlo di Leiningen                      | Carlo di Leiningen                                         |  |  |       |  |  |                                          |  |  |                                           |  |
|                                   |              | Emilio Carlo di Leiningen                      | Carlo di Leiningen                                         |  |  |       |  |  |                                          |  |  |                                           |  |
|                                   |              | Emilio Carlo di Leiningen                      | Cristiana Guglielmina Luisa di Solms-Rödelheim e Assenheim |  |  |       |  |  |                                          |  |  |                                           |  |
| Feodora di Leiningen              |              | Emilio Carlo di Leiningen                      |                                                            |  |  |       |  |  |                                          |  |  |                                           |  |
|                                   |              | Vittoria di Sassonia-Coburgo-Saalfeld          | Francesco Federico di Sassonia-Coburgo-Saalfeld            |  |  |       |  |  |                                          |  |  |                                           |  |
|                                   |              | Vittoria di Sassonia-Coburgo-Saalfeld          | Francesco Federico di Sassonia-Coburgo-Saalfeld            |  |  |       |  |  |                                          |  |  |                                           |  |
|                                   |              | Vittoria di Sassonia-Coburgo-Saalfeld          | Augusta di Reuss-Ebersdorf                                 |  |  |       |  |  |                                          |  |  |                                           |  |
| Edward Gleichen                   |              | Vittoria di Sassonia-Coburgo-Saalfeld          |                                                            |  |  |       |  |  |                                          |  |  |                                           |  |
|                                   | Hugh Seymour | Francis Seymour-Conway, I marchese di Hertford |                                                            |  |  |       |  |  |                                          |  |  |                                           |  |
|                                   | Hugh Seymour | Francis Seymour-Conway, I marchese di Hertford |                                                            |  |  |       |  |  |                                          |  |  |                                           |  |
|                                   | Hugh Seymour | Isabella FitzRoy                               |                                                            |  |  |       |  |  |                                          |  |  |                                           |  |
| George Seymour                    | Hugh Seymour |                                                |                                                            |  |  |       |  |  |                                          |  |  |                                           |  |
|                                   |              | Anne Waldegrave                                | James Waldegrave, II conte Waldegrave                      |  |  |       |  |  |                                          |  |  |                                           |  |
|                                   |              | Anne Waldegrave                                | James Waldegrave, II conte Waldegrave                      |  |  |       |  |  |                                          |  |  |                                           |  |
|                                   |              | Anne Waldegrave                                | Maria Walpole                                              |  |  |       |  |  |                                          |  |  |                                           |  |
| Laura Williamina Seymour          |              | Anne Waldegrave                                |                                                            |  |  |       |  |  |                                          |  |  |                                           |  |
|                                   |              | George Cranfield Berkeley                      | Augustus Berkeley, IV conte di Berkeley                    |  |  |       |  |  |                                          |  |  |                                           |  |
|                                   |              | George Cranfield Berkeley                      | Augustus Berkeley, IV conte di Berkeley                    |  |  |       |  |  |                                          |  |  |                                           |  |
|                                   |              | George Cranfield Berkeley                      | Elizabeth Drax                                             |  |  |       |  |  |                                          |  |  |                                           |  |
| Georgiana Mary Berkeley           |              | George Cranfield Berkeley                      |                                                            |  |  |       |  |  |                                          |  |  |                                           |  |
|                                   |              | Emily Charlotte Lennox                         | George Lennox                                              |  |  |       |  |  |                                          |  |  |                                           |  |
|                                   |              | Emily Charlotte Lennox                         | George Lennox                                              |  |  |       |  |  |                                          |  |  |                                           |  |
|                                   |              | Emily Charlotte Lennox                         | Louisa Kerr                                                |  |  |       |  |  |                                          |  |  |                                           |  |
|                                   |              | Emily Charlotte Lennox                         |                                                            |  |  |       |  |  |                                          |  |  |                                           |  |